# Cyphocarpus psammophilus
Cyphocarpus psammophilus es una especie deplanta fanerógama  perteneciente a la familia Campanulaceae.  Es originario del norte de Chile.

## Descripción
Es una hierba que alcanza un tamaño de 2,5 a 5,5 cm de altura. Existen pocas poblaciones en áreas muy reducidas. Crece en planicies y quebradas de suelo granítico; su hábitat se encuentra alterados por caminos y pisoteos del ganado caprino.

## Taxonomía
Cyphocarpus psammophilus fue descrita por Mario Héctor Ricardi Salinas y publicado en Bol. Soc. Argent. Bot. 7: 247 1959.